# Станіслав Нараєвський

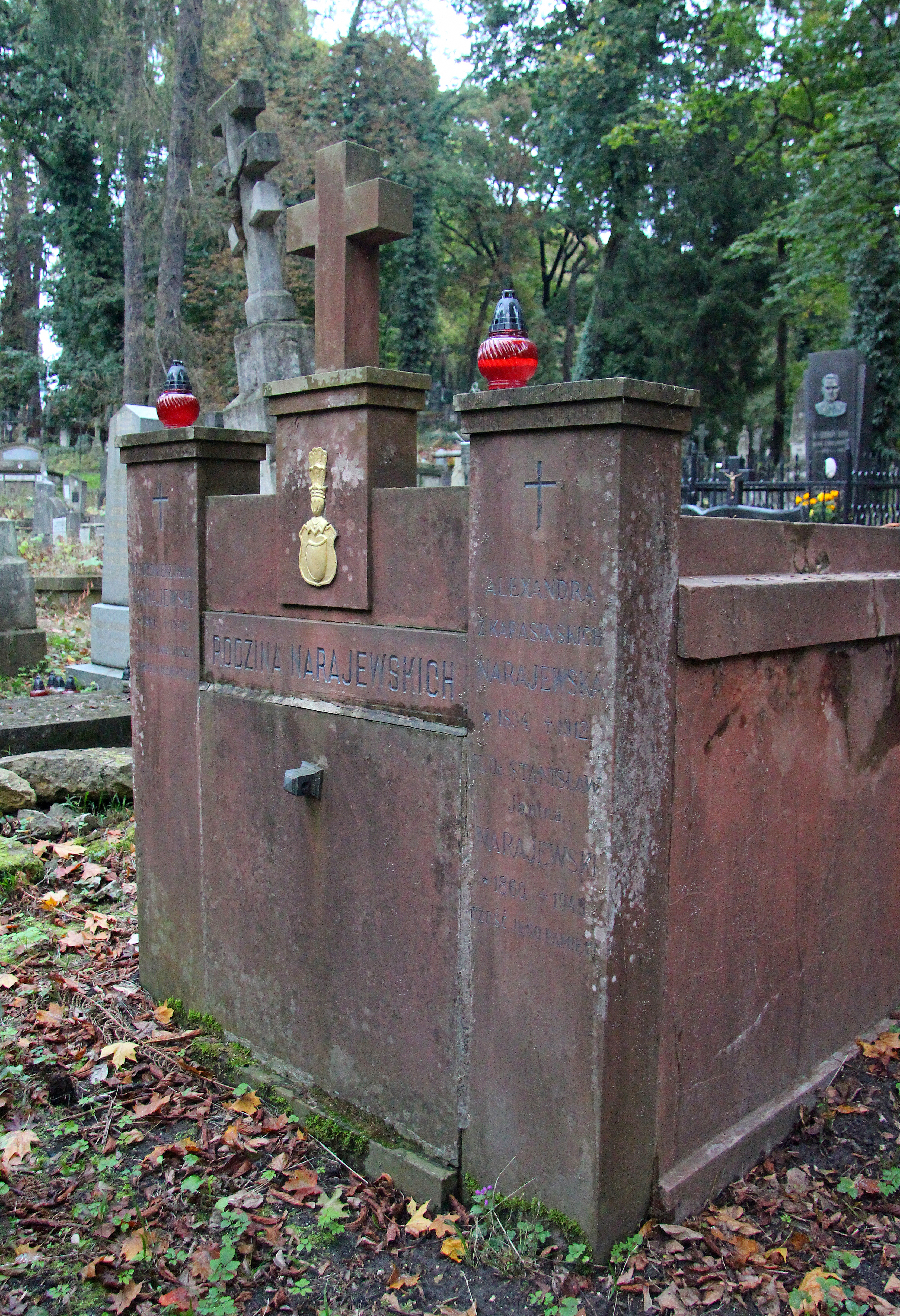

Станіслав Нараєвський (пол. Stanisław Narajewski; 17 січня 1860, Куровичі — 23 лютого 1943, Львів — польський римо-католицький священник, доктор богослов'я, етик, професор і ректор Львівського університету (1922—1923).

## Життєпис
Народився в сім'ї Яна і Олександри з Карасинських. У 1872—1879 роках навчався в Бережанській гімназії, потім — у Львівському університеті: право (1879—1883) і богослов'я (1884—1888). 22 липня 1888 року отримав священичі свячення. Продовжив богословські студії в Інсбруку в 1889—1892 роках і завершив їх докторським ступенем.
Після повернення до Львова був префектом в духовній семінарії та вчителем релігії в міській народній жіночій школі святого Антонія (1892—1897). Викладав також наукову методологію і катехитику на богословському факультеті Львівського університету. У 1894 році отримав габілітацію з морального богослов'я, 1897 року став заступником професора, а від 1899 року — надзвичайним професором, врешті 1902 року — звичайним професором. Викладав також соціологію, а після 1920 року — канонічне право. Тричі був деканом богословського факультету. У 1922—1923 академічному році був ректором Львівського університету, а наступного року виконував функції проректора. У 1933 році вийшов на пенсію. 15 грудня 1936 року отримав титул почесного професора богословського факультету Львівського університету.
Поза викладацькою діяльністю, працював у митрополичій курії, де був захисником подружнього вузла, референтом консисторії, просинодальним екзаменатором і цензором книг. Був почесним каноніком львівської капітули РКЦ. Помер у лютому 1943 у віці 83 років та був похований на Личаківському цвинтарі (поле 12).

## Творчий доробок
Редактор і видавець місячника «Adoracja».
Видав кілька праць:
- «Moralność chrześcijańska a etyka najnowsza» (1901)
- «Katechetyka w teorii i praktyce. Podręcznik dla katechetów w szkołach pospolitych ludowych» (1902).
- «O aktach moralnie dobrych» (1926).
- До видання «Encyklopedia. Zbiór wiadomości z wszystkich gałęzi wiedzy» (1898, 2 томи) опрацював гасла про релігію та історію Церкви.